# Пемискот (окръг, Мисури)
Окръг Пемискот (на английски: Pemiscot County) е окръг в щата Мисури, Съединени американски щати. Площта му е 1326 km², а населението - 18 515 души. Административен център е град Каръдърсвил.